# Lesnická práce (časopis)
Lesnická práce je periodikem vycházejícím od roku 1922. Hlavním účelem je poskytnout lesnické veřejnosti odborné poznatky ve formě odborných, vědeckých a populárně naučných článků, rozhovorů, anket a reportáží.

## Historie
V letech 1993-1994 byla vydavatelem akciová společnost SILVACO Praha, v letech 1995-1997 akciová společnost SILVA REGINA. Od 1. září 1997 je vydavatelem nakladatelství a vydavatelství Lesnická práce, s.r.o. se sídlem v Kostelci nad Černými lesy. Současný rozsah stran je 64-72 plnobarevných stran (v roce 1995 – 32 stran), vychází vždy první týden v měsíci.

## Popis
Časopis se dělí do odborných rubrik a redakce se snaží do každého čísla vložit hlavní téma, které je vytvářeno sérií kratších článků. Lesnická práce současně obsahuje široké spektrum článků z dalších oblastí lesnické vědy a praxe. Každý čtenář má možnost nalézt téma, které jej zajímá či se dotýká jeho oboru jeho působnosti.
Textová část je doplněna o fotografie autorů článků, fotografů nebo redaktorů. Články a grafický formát jsou připravovány v DTP studiu Lesnické práce. V první polovině časopisu se nacházejí odborné články. Druhou část časopisu jsou k nalezení pravidelné rubriky, aktuality a komerční prezentace a inzerce. Aktuální informace o současném dění v českém lesnictví je vytvořena formou rozhovorů, reportáží, aktuálních informací nebo redakcí vyžádaných článků.
Časopis Lesnická práce má dlouholetou tradici od roku 1922. Redakční rada je v současné době složena z mnoha významných lesních odborníků. Redakce Lesnické práce dále spolupracuje s výzkumnými ústavy, lesnickými fakultami a státními institucemi i soukromými subjekty.

### Silvarium.cz
Lesnická práce, s.r.o. aktuálně doplňuje informace v časopise provozováním lesnicko-dřevařského serveru Silvarium.cz, kde jsou nejnovější zprávy z oboru lesnictví, myslivosti, dřevařství a témata týkající se lesnictví, dřevařství, myslivosti, ochrany lesa a příslušné legislativy. Odborná lesnická a laická veřejnost má možnost články z monitoringu tisku komentovat v diskuzích.

### Kurovcoveinfo.cz
Projekt odborného vydavatelství Lesnická práce a Lesní ochranné služby VÚLHM, která pomáhá vlastníkům lesů s ochrannou proti škůdcům,  KŮROVCOVÉ INFO je webová aplikace, která je zaměřena na monitoring a on-line sdílení informací o průběhu rojení více druhů lýkožroutů (l. smrkový, l. severský, l. lesklý) a chroustů (chroust obecný, chroust maďalový) v různých nadmořských výškách v různých lokalitách České republiky. Projekt KŮROVCOVÉ INFO je službou vlastníkům a správcům lesů v ČR i platformou pro další zkoumání bionomie těchto škůdců. 

### Africkymorprasat.cz
Webový portál Africkymorprasat.cz vznikl jako reakce na výskyt této závažné choroby v České republice. Záměrem tvůrců portálu je přinášet na jednom místě aktuální a potřebné komplexní informace, které mohou napomoci zabránit šíření této nebezpečné nákazy. Portál je vytvořen redakcí časopisu Svět myslivosti ze společnosti Lesnická práce, s. r. o., ve spolupráci s dalšími subjekty. Primárně je web určen pro myslivce. Pokyny, jak se zachovat při nálezu uhynulého prasete zde nalezne i laická veřejnost.

### Lesnické judikáty
Portál lesnickejudikaty.cz shromažďuje důležitá soudní rozhodnutí s vazbou na lesnictví. 

### Digitální archiv
Projekt digitalizace periodik Lesnická práce (1922-2016) a Svět myslivosti (2000-2016) - Digitální archiv. Zpracovaná data lze prohlížet v digitální knihovně prohlížeče Kramerius 5, který je standardem národních knihoven. Data z obou periodik jsou postupně doplňována s určitým zpožděním oproti aktuálnímu vydání.